# Liste der Kulturdenkmäler in Hof (Westerwald)
In der Liste der Kulturdenkmäler in Hof sind alle Kulturdenkmäler der rheinland-pfälzischen Ortsgemeinde Hof aufgeführt. Grundlage ist die Denkmalliste des Landes Rheinland-Pfalz (Stand: 21. Dezember 2021).

## Einzeldenkmäler
| Bezeichnung | Lage                | Baujahr                           | Beschreibung                                                                                   | Bild                           |
| ----------- | ------------------- | --------------------------------- | ---------------------------------------------------------------------------------------------- | ------------------------------ |
| Quereinhaus | Bachweg 4 Lage      | erste Hälfte des 18. Jahrhunderts | Quereinhaus, wohl aus der ersten Hälfte des 18. Jahrhunderts                                   | Fotos hochladen                |
| Brücke      | Hauptstraße Lage    | erste Hälfte des 19. Jahrhunderts | dreibogige Steinbrücke, wohl aus der ersten Hälfte des 19. Jahrhunderts                        | weitere Bilder Fotos hochladen |
| Glockenturm | Hauptstraße 27 Lage | 1830/31                           | Glockenturm der Evangelischen Kirche, 1830/31, verschiefertes Obergeschoss und Zeltdach später | weitere Bilder Fotos hochladen |
| Wohnhaus    | Hauptstraße 29 Lage | Ende des 18. Jahrhunderts         | Wohnhaus, wohl gegen Ende des 18. oder aus der ersten Hälfte des 19. Jahrhunderts              | Fotos hochladen                |
| Quereinhaus | Schulstraße 1 Lage  | Mitte des 18. Jahrhunderts        | langgestrecktes Fachwerk-Quereinhaus, teilweise massiv, Mitte des 18. Jahrhunderts             | Fotos hochladen                |